# Merishausen
Merishausen – miejscowość i gmina w północnej Szwajcarii, w kantonie Szafuza.   

## Demografia
W Merishausen mieszkają 863 osoby. W 2021 roku 12,1% populacji gminy stanowiły osoby urodzone poza Szwajcarią. 

## Transport
Przez teren gminy przebiega droga główna nr 4.